# Henry Clifford (ópera)
Henry Clifford es una grand opéra en tres actos con música de Isaac Albéniz y libreto en inglés de Francis Burdett Money-Coutts, que lo firmó con el seudónimo de Mountjoy. Fue la primera de las óperas en que colaboraron el compositor y el libretista, aunque no fue la primera obra "inglesa" del compositor, porque ya había estrenado la opereta The Magic Opal, sobre un libreto del actor y dramaturgo Arthur Law. Se estrenó en el Gran Teatro del Liceo de Barcelona el 8 de mayo de 1895. 
La ópera se basa en figuras y acontecimientos históricos y se ambienta en la Inglaterra del siglo XV durante la Guerra de las Dos Rosas, luchada entre las casas rivales de Lancaster y York. El rol titular, Henry Clifford, décimo barón de Clifford, fue el hijo único de John Clifford, un comandante de los Lancaster muerto en la más sangrienta batalla de la guerra, la Batalla de Towton, el 29 de marzo de 1461. El propio Henry Clifford fue uno de los principales comandantes en la Batalla de Flodden Field contra los escoceses en 1513.
Esta ópera rara vez se representa en la actualidad; en las estadísticas de Operabase aparece con sólo 1 representación en el período 2005-2010, pero siendo la primera de Isaac Albéniz.

## Personajes
| Personaje                                                                           | Tesitura     | Reparto del estreno, 8 de mayo de 1895 (Director: Isaac Albéniz) |
| ----------------------------------------------------------------------------------- | ------------ | ---------------------------------------------------------------- |
| Henry Clifford, noble, partidario de Lancaster                                      | tenor        | Emanuel Suagnes                                                  |
| Lady Clifford, madre de Henry                                                       | soprano      | Angelica Nava                                                    |
| Sir John Saint-John, noble, partidario de York                                      | barítono     | Andrés de Segurola                                               |
| Lady Saint-John, esposa de Sir John                                                 | mezzosoprano | Concetta Mas                                                     |
| Annie Saint-John, hija de Sir John                                                  | soprano      | Adele Marra-Mirò                                                 |
| Colin ("Nicola" en el libreto en italiano)                                          | barítono     | Francesco Puyggener                                              |
| Mensajero                                                                           | tenor        |                                                                  |
| Heraldo                                                                             | barítono     |                                                                  |
| Soldados, campesinos, ayudantes de Lady Clifford, pueblo (niños, hombres y mujeres) |              |                                                                  |

## Grabación
Albéniz: Henry Clifford   - Orquesta Sinfónica de Madrid
- Director: José de Eusebio
- Principales cantantes:  Aquiles Machado (Henry Clifford); Alessandra Marc (Lady Clifford); Carlos Álvarez (Sir John Saint John); Jane Henschel (Lady Saint John); Ana María Martínez (Annie Saint John); Christian Immler (Colin); Ángel Rodríguez (Mensajero).
- Fecha y lugar de grabación: Auditorio Nacional de Música de Madrid, 19–27 de julio de 2002
- Sello discográfico: Decca - 473 937-2 (2 cedés)